# Ludlow (Massachusetts)
Ludlow és una població dels Estats Units a l'estat de Massachusetts. Segons el cens del 2000 tenia 21.209 habitants.

## Demografia
Segons el cens del 2000, Ludlow tenia 21.209 habitants, 7.659 habitatges, i 5.514 famílies. La densitat de població era de 301,6 habitants/km².
Dels 7.659 habitatges en un 30,4% hi vivien nens de menys de 18 anys, en un 57,6% hi vivien parelles casades, en un 10,4% dones solteres, i en un 28% no eren unitats familiars. En el 24,2% dels habitatges hi vivien persones soles l'11,9% de les quals corresponia a persones de 65 anys o més que vivien soles. El nombre mitjà de persones vivint en cada habitatge era de 2,55 i el nombre mitjà de persones que vivien en cada família era de 3,03.
Per edats la població es repartia de la següent manera: un 20,9% tenia menys de 18 anys, un 9,2% entre 18 i 24, un 31,3% entre 25 i 44, un 23,7% de 45 a 60 i un 14,9% 65 anys o més.
L'edat mediana era de 38 anys. Per cada 100 dones de 18 o més anys hi havia 106,1 homes.
La renda mediana per habitatge era de 47.002 $ i la renda mediana per família de 55.717$. Els homes tenien una renda mediana de 37.566 $ mentre que les dones 27.372$. La renda per capita de la població era de 20.105$. Entorn del 5,3% de les famílies i el 6,4% de la població estaven per davall del llindar de pobresa.